# Augustinho Petry
Augustinho Petry (* 4. August 1938 in São José) ist ein brasilianischer Geistlicher und emeritierter römisch-katholischer Bischof von Rio do Sul.

## Leben
Augustinho Petry empfing am 4. Juli 1965 die Priesterweihe für das Erzbistum Florianópolis.
Papst Johannes Paul II. ernannte ihn am 27. Dezember 2000 zum Weihbischof im Militärordinariat Brasilien und Titularbischof von Gabii. Der Militärerzbischof von Brasilien, Geraldo do Espírito Santo Ávila, spendete ihm am 18. März des nächsten Jahres die Bischofsweihe; Mitkonsekratoren waren Eusébio Scheid SCJ, Erzbischof von Florianópolis, und Vito Schlickmann, Weihbischof in Florianópolis. Als Wahlspruch wählte er PAZ NA TERRA.
Papst Benedikt XVI. ernannte ihn am 14. November 2007 zum Koadjutorbischof von Rio do Sul. Mit dem Rücktritt José Jovêncio Balestieris SDB folgte er ihm am 19. März 2008 als Bischof von Rio do Sul nach.
Am 17. Dezember 2014 nahm Papst Franziskus seinen altersbedingten Rücktritt an.